# Ingenolo mebutato
L'ingenolo mebutato è una sostanza, utilizzata come farmaco, estratta dalla linfa di Euphorbia peplus. Induce la morte cellulare ed è utilizzata in clinica per il trattamento topico delle cheratosi attiniche.
Da gennaio 2020, sentito il parere dell'Agenzia europea dei medicinali e dell'agenzia italiana del farmaco, con la determina aDV-1/2020-4368 del 23 gennaio 2020, ne viene sospesa la commercializzazione a causa delle crescenti preoccupazioni sul possibile rischio di insorgenza di tumori maligni. I risultati su uno studio che confronta l'ingenolo con l'imiquimod, mostrano una maggiore incidenza di tumori cutanei con l'utilizzo di ingenolo.